# Italian Heavyweight Championship
L'Italian Heavyweight Championship è il principale titolo difeso nella federazione Italian Championship Wrestling.

## Storia
Il titolo venne assegnato per la prima volta nel 2001 quando venne organizzato un torneo per stabilirne il detentore e che culminò con la vittoria in finale di Frost che sconfiggendo Raiss ne divenne il primo campione.

## Albo d'oro
| Lottatore             | Regni | Data              | Luogo               | Note |
| --------------------- | ----- | ----------------- | ------------------- | --- |
| Frost                 | 1     | 23 luglio 2001    | Torino              | Sconfiggendo Raiss durante lo spettacolo La Legge del + Forte, nella finale del torneo che assegnava il titolo |
| Manuel Majoli         | 1     | 14 dicembre 2002  | Genova              | Sconfiggendo (durante lo spettacolo Vae Victis) Raiss nel match di riassegnazione del titolo che era stato reso vacante                                                                                                   |
| Red Devil             | 1     | 2 gennaio 2004    | Barzio              | Sconfiggendo Andy Simmonz nella finale del torneo di riassegnazione del titolo, dopo che la cintura era stata resa vacante nel dicembre del 2003 a causa dell'infortunio di Manuel Majoli.                                |
| Tsunami               | 1     | 10 luglio 2004    | Albenga             | |
| Mr. Excellent         | 1     | 5 settembre 2004  | Perugia             | |
| Red Devil             | 2     | 11 dicembre 2004  | Pavia               | Sconfiggendo Mr. Excellent e Manuel Majoli in un Triple Treath Match. |
| Are$                  | 1     | 18 aprile 2005    | Belluno             | |
| Kaio                  | 1     | 28 maggio 2005    | Rimini              | |
| Chris The Bambikiller | 1     | 2 aprile 2006     | Colle di Val d'Elsa | |
| Kaio                  | 2     | 6 maggio 2006     | Lecco               | |
| Red Devil             | 3     | 3 giugno 2006     | Pisogne             | |
| Andres Diamond        | 1     | 12 agosto 2006    | Ladispoli           | |
| Kaio                  | 3     | 4 gennaio 2007    | Brusson             | |
| Lothar                | 1     | 25 novembre 2007  | Magenta             | Sconfiggendo Kaio nella finale del torneo che riassegnava la cintura. Il titolo era stato reso vacante il 17 giugno 2007 dopo un triplo schienamento avvenuto in un Triple threat match tra Kaio, Kobra a Andres Diamond. |
| Kaio                  | 4     | 4 ottobre 2008    | Pescantina          | Sconfiggendo Andres Diamond e Lothar in un Triple Treath match. |
| Lothar                | 2     | 7 febbraio 2009   | Pavia               | |
| Kaio                  | 5     | 6 giugno 2009     | Lecco               | Sconfiggendo Lothar e Lupo in un Triple Treath match. |
| Andres Diamond        | 2     | 13 dicembre 2009  | Grassina            | |
| Kaio                  | 6     | 7 maggio 2010     | Canegrate           | |
| Charlie Kid           | 1     | 15 maggio 2010    | Lecco               | |
| Kobra                 | 1     | 9 gennaio 2011    | Tortoreto           | |
| Red Devil             | 4     | 18 giugno 2011    | Genova              | |
| Kobra                 | 2     | 31 marzo 2012     | Trescore            | |
| Kaio                  | 7     | 12 maggio 2012    | Mozzate             | |
| OGM                   | 1     | 22 settembre 2012 | San Bonifacio       | Sconfiggendo Lupo, Shock e Kobra in uno Scalata al Successo Match che riassegnava la cintura. Il titolo era stato reso vacante il 10 settembre 2012 a seguito di un infortunio a Kaio                                     |
| Lupo                  | 1     | 8 giugno 2013     | Concesio            | Sconfiggendo OGM e Charlie Kid in un Triple Treath match |
| Charlie Kid           | 2     | 30 novembre 2013  | Gussago             | |
| Red Devil             | 5     | 6 dicembre 2014   | Gussago             | Sconfiggendo Kobra in un match della scala nella finale del torneo per la riassegnazione del titolo. Il titolo era stato reso vacante l'8 ottobre da Charlie Kid per un infortunio                                        |
| OGM                   | 2     | 24 ottobre 2015   | Casalmoro           | |
| Charlie Kid           | 3     | 19 dicembre 2015  | Gussago             | A seguito del match OGM è costretto al ritiro |
| Alessandro Corleone   | 1     | 10 ottobre 2016   | Casalmoro           | |
| Andy Manero           | 1     | 18 novembre 2017  | Calolziocorte       | In un match quadrangolare che comprendeva Lupo e Charlie Kid |
| Nico Inverardi        | 1     | 14 aprile 2018    | Calusco d'Adda      | |
| Doblone               | 1     | 17 novembre 2018  | Calolziocorte       | |
| Nico Inverardi        | 2     | 22 dicembre 2018  | Gussago             | |
| Andy Manero           | 2     | 16 marzo 2019     | Costa di Mezzate    | |
| Alessandro Corleone   | 2     | 18 gennaio 2020   | Costa di Mezzate    | |
| Lupo                  | 2     | 17 dicembre 2022  | San Paolo d'Argon   | |
| Trevis Montana        | 1     | 17 dicembre 2022  | San Paolo d'Argon   | Utilizzando il contratto firmato dal direttore Tenacious Dalla, che permetteva a Trevis Montana di avere un match per il titolo in qualsiasi momento                                                                      |